# 液体金属冷却炉
液体金属冷却炉（えきたいきんぞくれいきゃくろ、Liquid metal cooled nuclear reactor, liquid metal fast reactor または LMFR）は一次冷却材として液体金属を使用する原子炉である。液体金属冷却炉は原子力潜水艦で初めて実用化されたが、発電炉としての利用にはさらなる研究が必要とされている。
金属冷却材は、冷却材として広く使用されている水と比較して高密度で冷却効率も高いことから、高い電力密度を実現できる。これは船舶や潜水艦といったサイズや重量を特に重視する用途で注目を集めた。水冷却炉の設計では水の沸点を高めるため高圧にするものが多く、安全上・維持管理上の問題となっていたが、液体金属冷却炉では加圧が不要なためこのような問題はない。加えて、液体金属は高温にできるため、水冷却炉よりも高温の蒸気を発生させることができ、高い熱効率が実現できる。これにより、従来型の原子炉に比べてより高い出力が得られる。
液体金属は高い導電性を持つため、電磁ポンプを用いて循環させることができる。一方、液体金属は不透明なため検査・修理時に困難が生じることや、どの金属を用いるかにもよるが発火の危険（特にアルカリ金属を用いる場合）や腐食性、放射化による生成物が課題となる。

## 設計
現在のところ、すべての液体金属冷却炉は高速炉であり、さらにそのほとんどは高速増殖炉または海軍艦艇用の推進用原子炉である。液体金属は熱伝導が極めて良く、他の炉型と比較して小さな設置面積でより多くの熱を発生させる高速炉に適しているからである。また、冷却材は中性子吸収が小さい方が望ましいが、特に高速炉では本質的に中性子経済の良さが求められることが大きな理由である。低速の中性子は吸収されやすいため、冷却材は中性子減速能が低いのが理想である。さらに、冷却材が原子炉構造材を腐食させないことも重要であり、融点と沸点が原子炉の運転温度に見合った範囲にあることも求められる。
冷却材の沸騰は冷却系からの漏出に繋がり、冷却材喪失事故(LOCA)を引き起こす恐れがあるため、理想的には沸騰しない冷却材が求められる。換言すると、もし冷却材が沸騰しないようにできれば、冷却系内の圧力を常に正常レベルに維持することができ、こういった事故の可能性を劇的に低くすることができることになる。このため、冷却水プールに原子炉と熱交換器の全体を納めることにより事実上 内部ループ冷却が失われる危険性を排除する設計も多数存在する。

## 冷却材の物性
加圧水は理論的には高速炉の冷却材として利用可能であるが、中性子が吸収・減速されてしまう。炉心における冷却水流量には限界があり、高速炉の高い出力密度を考慮すると水の代わりに溶融金属を利用するのが理に適っている。水の沸点は冷却効率を高めるため加圧した状態であっても金属冷却材に比べてかなり低いからである。
| 冷却材                 | 融点     | 沸点     |
| ---------------------- | -------- | -------- |
| ナトリウム             | 97.72 ℃  | 883 ℃    |
| ナトリウムカリウム合金 | -11 ℃    | 785 ℃    |
| 水銀                   | -38.83 ℃ | 356.73 ℃ |
| 鉛                     | 327.46 ℃ | 1749 ℃   |
| 鉛ビスマス共晶         | 123.5 ℃  | 1670 ℃   |
| 鉛リチウム合金         | 235℃     | 1719℃    |
| スズ                   | 231.9 ℃  | 2602 ℃   |

### 水銀
最も初期の液体金属冷却炉であるクレメンタインは水銀を冷却材として利用していた。これは水銀が室温で液体であるためであったが、その毒性や室温における高い蒸気圧と低い沸点、加熱により発生する有害な蒸気、比較的低い熱伝導率、大きな中性子吸収断面積 といった欠点から、研究は下火になっていった。

### ナトリウムおよびナトリウムカリウム合金
ナトリウムおよびNaK合金（ナトリウムとカリウムの共晶合金）はいかなる温度においても鉄に対する腐食性がなく、様々な核燃料が利用できることから、原子炉構造材の選択肢が多いという特長がある。しかし、空気に触れただけで発火し、水とは極めて激しく反応して水素ガスを発生してしまうなど化学的に活性が高いことが問題となる。実際に1995年には日本の高速増殖炉原型炉もんじゅでナトリウム漏れおよび発火事故が起きている。
水に代わるより安全な二次冷却材としてCO2を用いた超臨界CO2ガスタービン発電が提案されているが、ナトリウム、カリウムは二酸化炭素を使って燃えることもできてしまう。
運転中の中性子照射により放射化したナトリウム（ナトリウム24）は線量が高いことも運転中の点検・修理において問題となる。ただし、ナトリウム24は半減期が約15時間と短いため廃棄物処理の際に問題になることはない（他の同位体はナトリウム22（2.6年）を除いて半減期が1日以下であり、ナトリウム22は安定同位体のナトリウム23より質量数が小さく運転中に生じることはないので無視できる）。

### 鉛
鉛は中性子を反射してあまり吸収せず、ガンマ線をよく遮蔽するという優れた性質がある。また、沸点が高く、正常時より数百℃以上高温になっても効率よく炉心を冷却できるという安全上の利点も持ち合わせている。しかし、融点と蒸気圧が高いため、燃料交換や点検・修理の際には大きな困難を伴う。融点はビスマスとの合金とすることで下げることが可能だが、鉛ビスマス共晶合金は原子炉構造材に利用されるほとんどの金属に対して高い腐食性を示す という大きな問題がある。この点については酸素含有量の調整で大幅に腐食を減らすことが可能でソ連では原子力潜水艦での使用実績も有る。
ビスマスは中性子破砕ターゲットとしても有効であり、加速器駆動未臨界炉への応用が期待される。
核融合炉においてはトリチウムの生成燃料としてリチウムを用いたリチウム鉛合金の使用が検討されている。鉛は中性子増倍材としても働き、トリチウムの生産量増加が期待される。

### スズ
スズは現在稼働中の原子炉では水と反応して酸化皮膜を形成することから利用されていない が、原子力災害や冷却材喪失事故(LOCA)における冷却材の追加や交換の際には優位な特性といえる。
スズの高い融点と、溶融時でも表面に被膜を形成する性質は、事故の際に放射性物質を覆って漏れを防ぎ、冷却材を炉心およびその周囲に保持することができるという利点をもたらす。スズはいかなる形式の原子炉であっても動作できなくすることができる。これはウクライナの研究者が実験しており、福島第一原子力発電所事故の際には冷却材を液体スズに変更するよう提案がなされている。

### アルミニウム
アルミニウムは2000℃以上の高沸点で660℃ほどの融点を持つ。軽量なのもあってアメリカ空軍工科大学で一度検討されたことがある。
構造材としては窒化アルミニウムが2000℃近い高温でも利用できる。

## 推進用途

### 潜水艦
ソビエト連邦のノヴェンバー型原子力潜水艦 K-27とアルファ型原子力潜水艦の7隻には鉛ビスマス合金を冷却材とした原子炉(K-27にはVT-1型原子炉、アルファ型にはBM-40A型原子炉およびOK-550型原子炉)が搭載されていた。ソビエト連邦とアメリカ合衆国は、双方とも早い時期に液体金属冷却炉を搭載した攻撃型原子力潜水艦のプロトタイプを建造していた。
アメリカ合衆国が建造した2番目の原子力潜水艦であるシーウルフ (SSN-575)はアメリカの原子力潜水艦で唯一のナトリウム冷却炉搭載艦である。1957年に就役したが、過熱蒸気発生装置からの蒸気漏れが発生したためにこれをバイパスして稼働させていた。アメリカ海軍は「使用する炉型を標準化するため」として、早くも1958年にはナトリウム冷却炉を撤去して加圧水型炉に交換した。

### 原子力航空機
プラット・アンド・ホイットニーは、航空機用原子炉実験プログラムの中で液体金属冷却炉を原子力航空機に応用する研究を行っていた。

## 発電用途
ノースアメリカンの一部門、アトミックス・インターナショナルがサンタスザーナ野外実験所の一角に実験炉を設置して運転を行っていたが、1959年7月に43本の燃料棒のうち13本が溶融し、大量の放射性ガスを放出するという重大事故を起こした。原子炉は修理されて1960年9月に運転を再開したが、結局1964年に運転を終了した。この原子炉は合計37GWhの電力を発電した。
ミシガン州モンロー郡にあったエンリコ・フェルミ炉は液体ナトリウム冷却高速増殖炉の実験炉であり、1963年から1972年にかけて運転されていたが、これも1963年に炉心の部分溶融事故を起こし、1975年に廃炉となった。
スコットランド北部のドーンレイにはイギリス原子力公社が実験炉としてドーンレイ高速炉(DFR)を設置していた。これはナトリウムカリウム合金冷却炉で、1959年から1977年まで運転され600GWhの電力を送電網に供給していた。同所に設置された原型炉(PFR)はナトリウム炉で1974年から1994年まで運転され、成功を収めた。
ソビエトのBN-600やBN-350、アメリカのEBR-IIはナトリウム冷却炉であった。アメリカのEBR-I は常温でも液体であるナトリウムカリウム合金を採用していた。液体金属冷却は一体型高速炉などの高速増殖炉を含む多くの高速中性子炉で採用されている。
液体金属冷却炉と溶融塩原子炉を組み合わせた二流体系原子炉(dual fluid reactor)プロジェクトも存在する。
第4世代原子炉として、液体金属冷却炉の研究が進められている。
- ナトリウム冷却高速炉 (SFR)[14]
- 鉛冷却高速炉 (LFR)[15]